# Défense de Mazagran
Défense de Mazagran est un tableau d'Henri Félix Emmanuel Philippoteaux peint en 1841, exposé aujourd'hui au château de Versailles. Huile sur toile de 2,56 × 3,95 mètres, elle représente une scène de la bataille de Mazagran en 1840. Il s'agit d'une commande du roi Louis-Philippe visant à justifier la conquête de l'Algérie par la France et destinée au musée de l'Histoire de France qu'il vient de créer au château de Versailles.